# Italia la Jocurile Olimpice de vară din 2016
Italia a participat la Jocurile Olimpice de vară din 2016 de la Rio de Janeiro în perioada 5 – 21 august 2016, cu o delegație de 314 de sportivi, care a concurat în 24 de sporturi. Sportivii italieni au obținut un total de 28 de medalii, inclusiv 8 de aur, același rezultat ca și la Beijing 2008 și Londra 2012, și s-a aflat pe locul 8 în clasamentul final.

## Participanți
Delegația Italiană a cuprins 314 de sportivi: 170 bărbați și 144 femei  (rezervele la fotbal, handbal, hochei pe iarbă și scrimă nu sunt incluse). Cel mai tânăr atlet din delegația a fost înotătoarea Sara Franceschi (17 ani), cel mai vechi a fost trăgătorul de tir Giovanni Pellielo (46 ani).
| Sport            | Masculin | Feminin | Total |
| ---------------- | -------- | ------- | ----- |
| Atletism         | 15       | 23      | 38    |
| Badminton        | 0        | 1       | 1     |
| Box              | 6        | 1       | 7     |
| Caiac canoe      | 7        | 1       | 8     |
| Canotaj          | 22       | 4       | 26    |
| Ciclism          | 14       | 9       | 23    |
| Echitație        | 4        | 2       | 6     |
| Gimnastică       | 1        | 11      | 12    |
| Golf             | 2        | 2       | 4     |
| Haltere          | 1        | 1       | 2     |
| Înot sincron     | —        | 9       | 9     |
| Judo             | 3        | 3       | 6     |
| Lupte            | 2        | 0       | 2     |
| Natație          | 20       | 18      | 38    |
| Navigație        | 6        | 7       | 13    |
| Pentatlon modern | 2        | 2       | 4     |
| Polo pe apă      | 13       | 13      | 26    |
| Sărituri în apă  | 4        | 4       | 8     |
| Scrimă           | 8        | 6       | 14    |
| Tenis            | 4        | 3       | 7     |
| Tir              | 10       | 4       | 14    |
| Tir cu arcul     | 3        | 3       | 6     |
| Triatlon         | 2        | 2       | 4     |
| Volei            | 16       | 14      | 30    |
| Total            | 208      | 213     | 421   |

## Medalii

### Medaliați
| Medalie | Nume | Sport           | Probă                          | Dată      |
| ------- | --- | --------------- | ------------------------------ | --------- |
| Aur     | Elia Viviani | Ciclism         | Omnium masculin                | 15 august |
| Aur     | Niccolò Campriani | Tir             | Pușcă trei poziții 50 m        | 14 august |
| Aur     | Gregorio Paltrinieri | Natație         | 1500 m feminin liber           | 13 august |
| Aur     | Gabriele Rossetti | Tir             | Skeet masculin                 | 13 august |
| Aur     | Diana Bacosi | Tir             | Skeet feminin                  | 12 august |
| Aur     | Niccolò Campriani | Tir             | Pușcă cu aer comprimat 10 m    | 8 august  |
| Aur     | Daniele Garozzo | Scrimă          | Floretă masculin               | 7 august  |
| Aur     | Fabio Basile | Judo            | 66 kg masculin                 | 7 august  |
| Argint  | Echipa națională masculină Oleg Antonov Emanuele Birarelli Simone Buti Massimo Colaci Simone Giannelli Osmany Juantorena Filippo Lanza Matteo Piano Salvatore Rossini Pasquale Sottile Luca Vettori Ivan Zaytsev                                         | Volei           | În sală, turneul masculin      | 21 august |
| Argint  | Echipa națională feminină Giulia Gorlero Chiara Tabani Arianna Garibotti Elisa Queirolo Federica Radicchi Rosaria Aiello Tania Di Mario Roberta Bianconi Giulia Enrica Emmolo Francesca Pomeri Aleksandra Cotti Teresa Frassinetti Laura Teani           | Polo pe apă     | Turneul feminin                | 19 august |
| Argint  | Daniele Lupo Paolo Nicolai | Volei           | Pe plajă, turneul masculin     | 18 august |
| Argint  | Rachele Bruni | Natație         | Maraton (10 km) feminin        | 15 august |
| Argint  | Marco Fichera Enrico Garozzo Paolo Pizzo Andrea Santarelli | Scrimă          | Spadă masculin pe echipe       | 14 august |
| Argint  | Chiara Cainero | Tir             | Skeet feminin                  | 12 august |
| Argint  | Elisa Di Francisca | Scrimă          | Floretă feminin                | 10 august |
| Argint  | Marco Innocenti | Tir             | Trap masculin                  | 10 august |
| Argint  | Giovanni Pellielo | Tir             | Dublu trap masculin            | 8 august  |
| Argint  | Odette Giuffrida | Judo            | 52 kg feminin                  | 7 august  |
| Argint  | Tania Cagnotto Francesca Dallapé | Sărituri în apă | 3 m trambulină sincron feminin | 7 august  |
| Argint  | Rossella Fiamingo | Scrimă          | Spadă feminin                  | 6 august  |
| Bronz   | Frank Chamizo | Lupte           | 65 kg liber maculin            | 21 august |
| Bronz   | Echipa națională masculină Stefano Tempesti Francesco Di Fulvio Niccolò Gitto Pietro Figlioli Alessandro Velotto Michael Bodegas Andrea Fondelli Valentino Gallo Christian Presciutti Nicholas Presciutti Matteo Aicardi Alessandro Nora Marco Del Lungo | Polo pe apă     | Turneul masculin               | 20 august |
| Bronz   | Tania Cagnotto | Sărituri în apă | 3 m trambulină feminin         | 14 august |
| Bronz   | Gabriele Detti | Natație         | 1500 m liber masculin          | 13 august |
| Bronz   | Domenico Montrone Matteo Castaldo Matteo Lodo Giuseppe Vicino | Canotaj         | Patru rame fără cârmaci (4-)   | 12 august |
| Bronz   | Marco Di Costanzo Giovanni Abagnale | Canotaj         | Dublu rame (2-)                | 11 august |
| Bronz   | Elisa Longo Borghini | Ciclism         | Cursa feminină pe șosea        | 7 august  |
| Bronz   | Gabriele Detti | Natație         | 400 m liber masculin           | 6 august  |

### Medalii după sport
| Sport           | Aur | Argint | Bronz | Total |
| Tir             | 4   | 3      | 0     | 7     |
| Scrimă          | 1   | 3      | 0     | 4     |
| Natație         | 1   | 1      | 2     | 4     |
| Judo            | 1   | 1      | 0     | 2     |
| Ciclism         | 1   | 0      | 1     | 2     |
| Sărituri în apă | 0   | 1      | 1     | 2     |
| Volei           | 0   | 2      | 0     | 2     |
| Polo pe apă     | 0   | 1      | 1     | 2     |
| Canotaj         | 0   | 0      | 2     | 2     |
| Lupte           | 0   | 0      | 1     | 1     |
| Total           | 8   | 12     | 8     | 28    |

## Natație
| Sportiv                                                             | Probă         | Calificări | Calificări | Semifinale   | Semifinale   | Finală       | Finală       |
| Sportiv                                                             | Probă         | Timp       | Loc        | Timp         | Loc          | Timp         | Loc          |
| ------------------------------------------------------------------- | ------------- | ---------- | ---------- | ------------ | ------------ | ------------ | ------------ |
| Ilaria Bianchi                                                      | 100 m fluture | 58,48      | 20         | Nu a avansat | Nu a avansat | Nu a avansat | Nu a avansat |
| Luisa Trombetti                                                     | 400 m mixt    | 4:45,52    | 26         | N/A          | N/A          | Nu a avansat | Nu a avansat |
| Sara Franceschi                                                     | 400 m mixt    | 4:48,48    | 30         | N/A          | N/A          | Nu a avansat | Nu a avansat |
| Erika Ferraioli Silvia di Pietro Aglaia Pezzato Federica Pellegrini | 4×100 m liber | 3:35,90    | 4 C        | N/A          | N/A          | 3:36,78      | 6            |

| Sportiv          | Probă            | Calificări | Calificări | Semifinale   | Semifinale   | Finală       | Finală       |
| Sportiv          | Probă            | Timp       | Loc        | Timp         | Loc          | Timp         | Loc          |
| ---------------- | ---------------- | ---------- | ---------- | ------------ | ------------ | ------------ | ------------ |
| Luca Marin       | 400 m mixt       | 4:17,88    | 16         | N/A          | N/A          | Nu a avansat | Nu a avansat |
| Federico Turrini | 400 m mixt       | 4:18,39    | 20         | N/A          | N/A          | Nu a avansat | Nu a avansat |
| Gabriele Detti   | 400 m stil liber | 3:43.94    | 3 C        | N/A          | N/A          | 3:43.49      | Bronz        |
| Andrea Toniato   | 100 m bras       | 1:00,45    | 22         | Nu a avansat | Nu a avansat | Nu a avansat | Nu a avansat |

## Scrimă
Masculin
| Sportiv                                                     | Probă              | Primul tur    | Al doilea tur           | Al treilea tur                 | Sfert de finală          | Semifinală              | Finala mică/Finala mare                    | Finala mică/Finala mare |
| Sportiv                                                     | Probă              | Adversar Scor | Adversar Scor           | Adversar Scor                  | Adversar Scor            | Adversar Scor           | Adversar Scor                              | Loc                     |
| ----------------------------------------------------------- | ------------------ | ------------- | ----------------------- | ------------------------------ | ------------------------ | ----------------------- | ------------------------------------------ | ----------------------- |
| Marco Fichera                                               | Spadă individual   | PAS           | Minobe (JPN) P 8–15     | Nu a avansat                   | Nu a avansat             | Nu a avansat            | Nu a avansat                               | Nu a avansat            |
| Enrico Garozzo                                              | Spadă individual   | PAS           | Jung J-s (KOR) C 15–11  | Park S-y (KOR) P 12–15         | Nu a avansat             | Nu a avansat            | Nu a avansat                               | Nu a avansat            |
| Paolo Pizzo                                                 | Spadă individual   | PAS           | Heinzer (SUI) P 11–15   | Nu a avansat                   | Nu a avansat             | Nu a avansat            | Nu a avansat                               | Nu a avansat            |
| Marco Fichera Enrico Garozzo Paolo Pizzo Andrea Santarelli  | Spadă pe echipe    | N/A           | N/A                     | PAS                            | Elveția (SUI) · C 45–32  | Ucraina (UKR) · C 45–33 | Franța (FRA) · P 31-45                     | 2                       |
| Giorgio Avola                                               | Floretă individual | PAS           | Gómez (MEX) C 15–5      | Joppich (GER) C 15–13          | Massialas (USA) P 14–15  | Nu a avansat            | Nu a avansat                               | Nu a avansat            |
| Andrea Cassarà                                              | Floretă individual | PAS           | Cadot (FRA) C 15–14     | Kruse (GBR) P 12–15            | Nu a avansat             | Nu a avansat            | Nu a avansat                               | Nu a avansat            |
| Daniele Garozzo                                             | Floretă individual | PAS           | Ayad (EGY) C 15–8       | Abouelkassem (EGY) C 15–13     | Toldo (BRA) C 15–8       | Safin (RUS) C 15–8      | Massialas (USA) C 15–11                    | 1                       |
| Giorgio Avola Andrea Cassarà Daniele Garozzo Andrea Baldini | Floretă pe echipe  | N/A           | N/A                     | N/A                            | Brazilia (BRA) · C 45–27 | Franța (FRA) · P 30–45  | Statele Unite ale Americii (USA) · P 31–45 | 4                       |
| Aldo Montano                                                | Sabie individual   | N/A           | F Ferjani (TUN) C 15–11 | Nikolai Kovaliov (RUS) P 13–15 | Nu a avansat             | Nu a avansat            | Nu a avansat                               | Nu a avansat            |
| Diego Occhiuzzi                                             | Sabie individual   | N/A           | Vū T A (VIE) P 12–15    | Nu a avansat                   | Nu a avansat             | Nu a avansat            | Nu a avansat                               | Nu a avansat            |

Feminin
| Sportivă                                                    | Probă              | Primul tur    | Al doilea tur           | Al treilea tur          | Sfert de finală        | Semifinală              | Finala mică/Finala mare                    | Finala mică/Finala mare |
| Sportivă                                                    | Probă              | Adversar Scor | Adversar Scor           | Adversar Scor           | Adversar Scor          | Adversar Scor           | Adversar Scor                              | Loc                     |
| ----------------------------------------------------------- | ------------------ | ------------- | ----------------------- | ----------------------- | ---------------------- | ----------------------- | ------------------------------------------ | ----------------------- |
| Rossella Fiamingo                                           | Spadă individual   | PAS           | Mackinnon (CAN) C 15–8  | Kong (HKG) C 15–11      | Choi I-j (KOR) C 15–8  | Sun Yw (CHN) C 12–11    | Szász (HUN) P 13–15                        | 2                       |
| Elisa Di Francisca                                          | Floretă individual | PAS           | Lin P H (HKG) C 8–15    | Łyczbińska (POL) C 15–6 | Liu Ys (CHN) C 15–10   | Boubakri (TUN) C 12–9   | Deriglazova (RUS) P 11–12                  | 2                       |
| Arianna Errigo                                              | Floretă individual | PAS           | Đỗ T A (VIE) C 9–15     | Harvey (CAN) P 11–15    | Nu a avansat           | Nu a avansat            | Nu a avansat                               | Nu a avansat            |
| Rossella Gregorio                                           | Sabie individual   | PAS           | Komașciuk (UKR) P 14–15 | Nu a avansat            | Nu a avansat           | Nu a avansat            | Nu a avansat                               | Nu a avansat            |
| Loreta Gulotta                                              | Sabie individual   | PAS           | Socha (POL) C 15–10     | Kim J-y (KOR) C 15–13   | Harlan (UKR) P 4–15    | Nu a avansat            | Nu a avansat                               | Nu a avansat            |
| Irene Vecchi                                                | Sabie individual   | PAS           | Lembach (FRA) P 11–15   | Nu a avansat            | Nu a avansat           | Nu a avansat            | Nu a avansat                               | Nu a avansat            |
| Rossella Gregorio Loreta Gulotta Irene Vecchi Ilaria Bianco | Sabie pe echipe    | N/A           | N/A                     | N/A                     | Franța (FRA) · C 45-36 | Ucraina (UKR) · P 42-45 | Statele Unite ale Americii (USA) · P 30-45 | 4                       |